# Jacamar à queue rousse
Galbula ruficauda
Espèce
Statut de conservation UICN

 LC  : Préoccupation mineure
Le Jacamar à queue rousse (Galbula ruficauda) est une espèce d'oiseaux de la famille des galbulidés (ou Galbulidae).

## Description

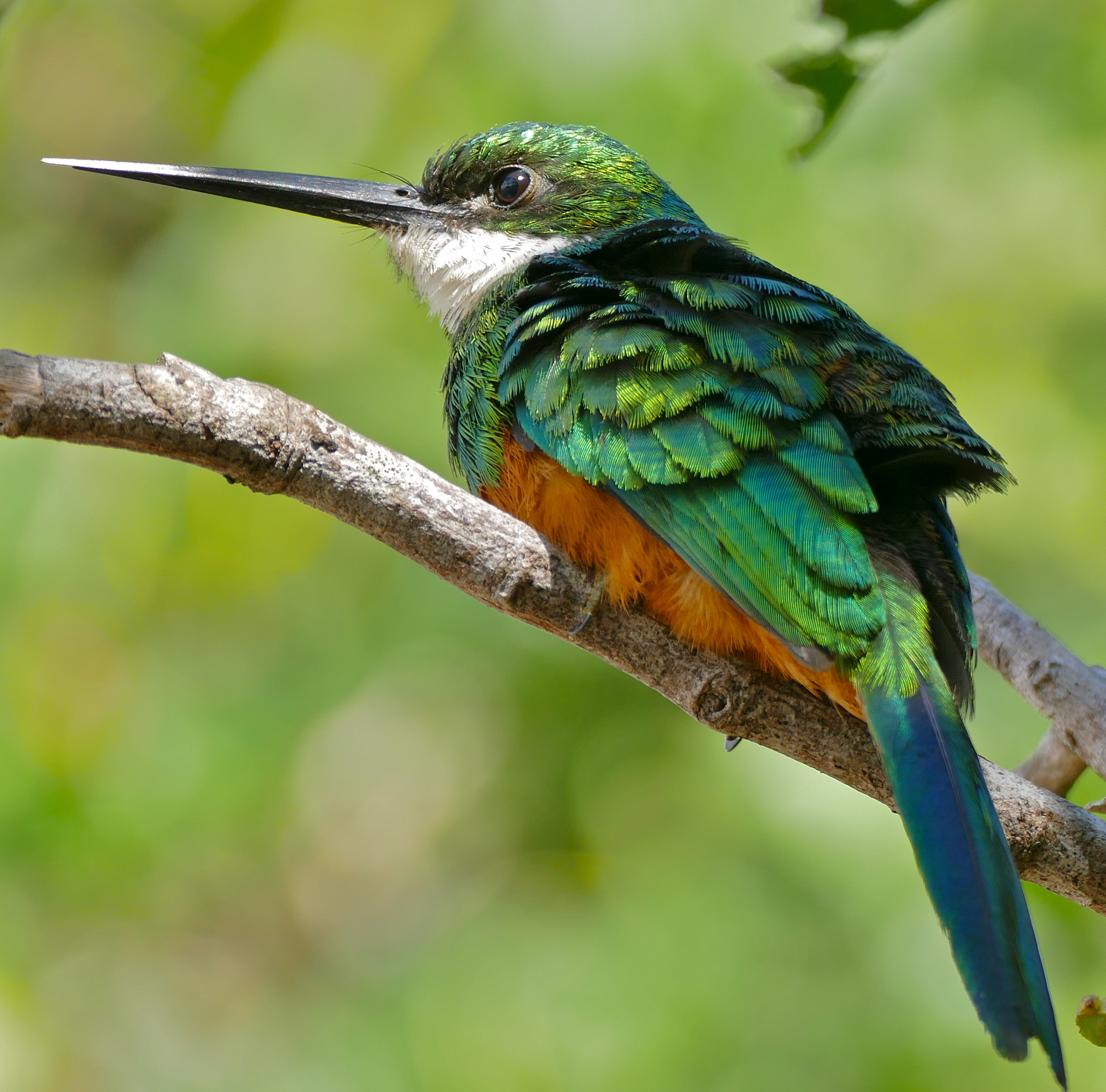
Jacamar à queue rousse (Mato Grosso, Brésil)

Cet oiseau mesure environ 23 cm de longueur. Il a le corps svelte et profilé, un bec long et fin ainsi qu'une queue effilée. Il a la tête, le dos, les ailes, une bande pectorale et le dessus de la queue vert métallique. Le ventre et le dessous de la queue sont roux. Cette espèce présente un dimorphisme sexuel : la gorge est blanche chez le mâle et chamois chez la femelle.

## Répartition
Cet oiseau vit en Amérique centrale et dans la moitié nord de l'Amérique du Sud (rare en Amazonie et le plateau des Guyanes).

## Habitat
Le Jacamar à queue rousse fréquentent une grande variété d'habitats. On le trouve aux lisières ombragées des forêts humides ou semi-arides qui ne sont jamais envahies par les inondations.
Ils préfèrent généralement les étendues boisées composées d'arbres à feuilles caduques. Ces oiseaux peuvent être également observés dans les forêts galeries, dans les parcelles en cours de régénération, dans la végétation qui borde les ruisseaux et les rivières ainsi que dans les marécages, les massifs de bambous, les plantations et les fourrés.
Le Jacamar à queue rousse occupent aussi les zones boisées riches en broussailles et en cactus le long des côtes qui bordent la mer des Caraïbes au Venezuela et en Colombie. On peut les apercevoir dans des zones de végétation locale comme le cerrado ou le caatinga au Brésil.

## Alimentation
Cette espèce consomme des libellules et des papillons, parfois de grande taille comme les morphos.

## Galerie

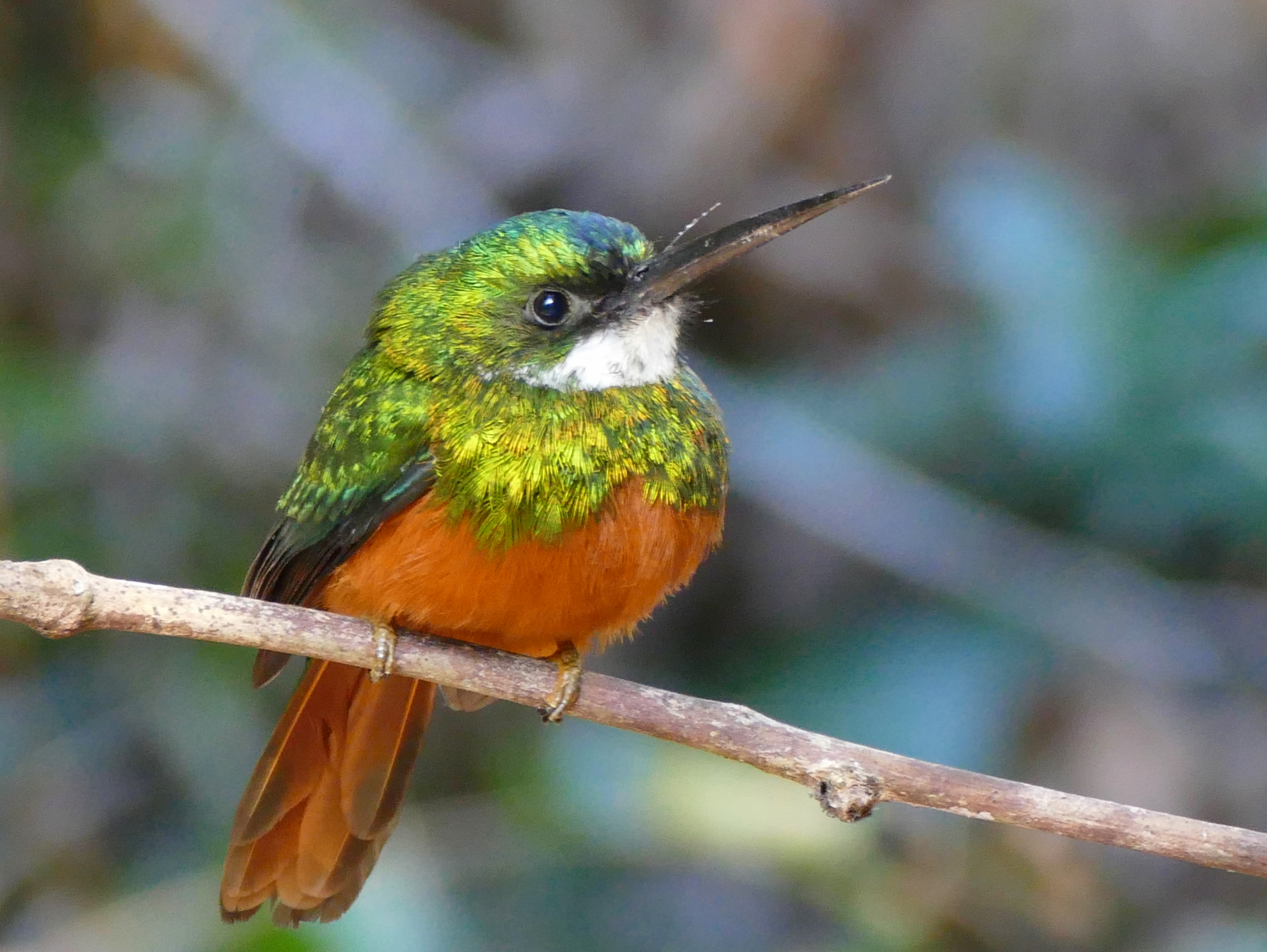
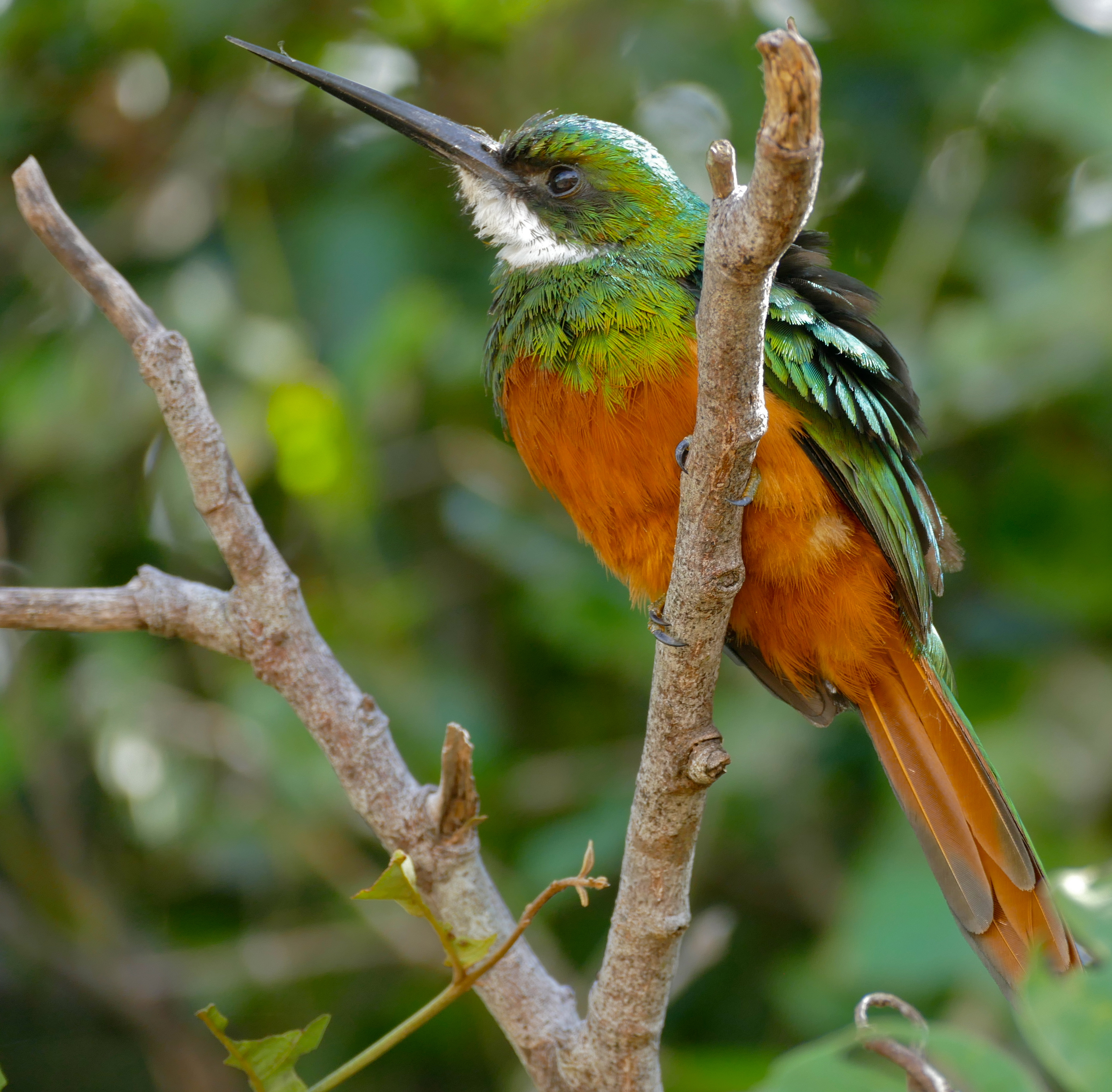
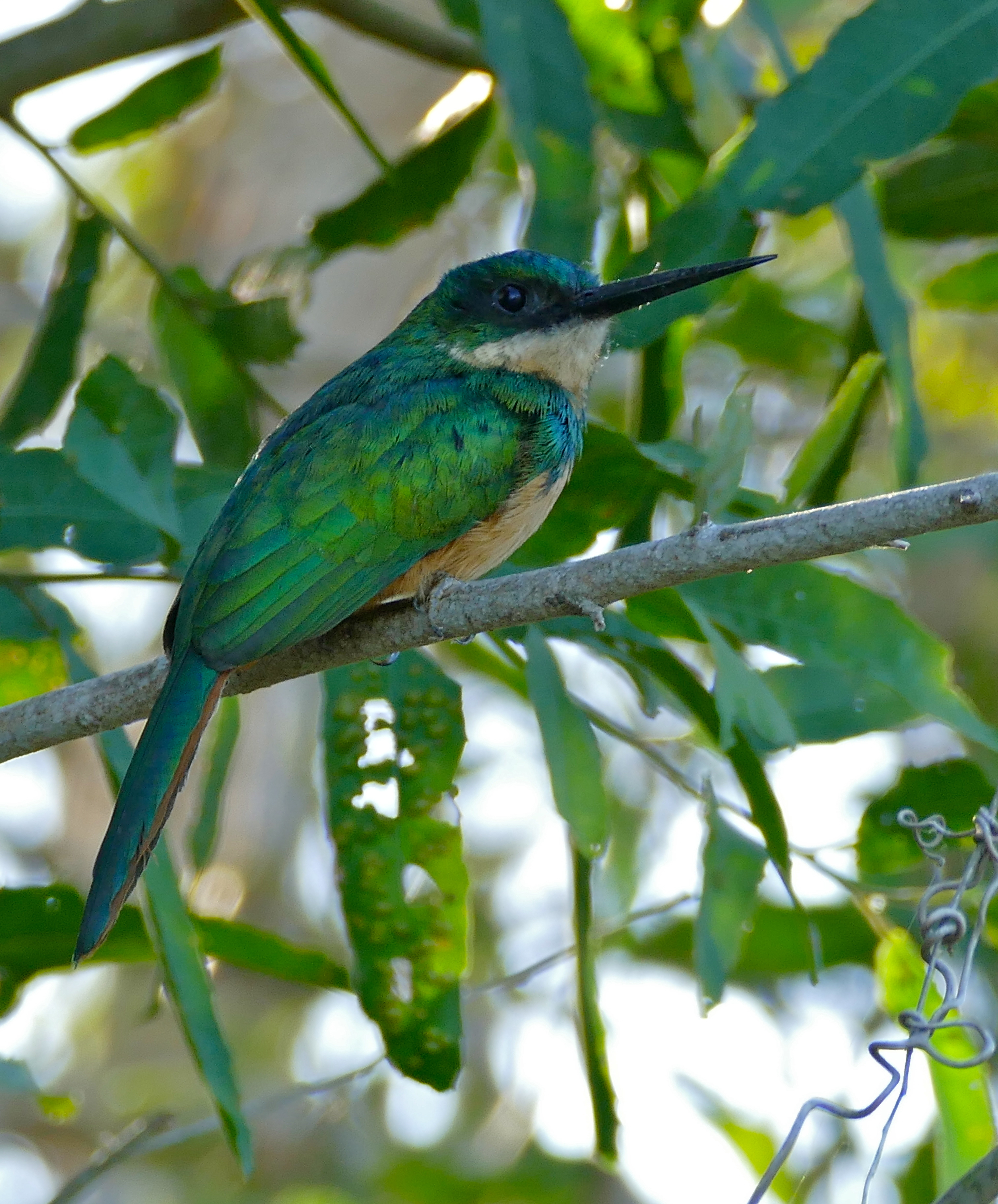

## Sous-espèces
Cet oiseau est représenté par 6 sous-espèces :
- Galbula ruficauda brevirostris Cory 1913 ;
- Galbula ruficauda heterogyna Todd 1932 ;
- Galbula ruficauda melanogenia Sclater, PL 1852 ;
- Galbula ruficauda pallens Bangs 1898 ;
- Galbula ruficauda ruficauda Cuvier 1816 ;
- Galbula ruficauda rufoviridis Cabanis 1851.